# Мелещик Володимир Адамович
Володимир Адамович Мелещик (нар. 5 грудня 1948) — український діяч, виконувач обов'язків голови Дніпропетровської обласної державної адміністрації (2004—2005 рр.). Кандидат технічних наук (2003). Академік Академії інженерних наук України.

## Життєпис
У 1975 році закінчив Сибірський технологічний інститут, а у 1981 році — Московський енергетичний інститут.
У 1990—1995 роках — заступник генерального директора, у 1995—1999 роках — генеральний директор ВАТ «Дніпроважмаш» у місті Дніпропетровську.
У 1999 — травні 2002 року — заступник голови Дніпропетровської обласної державної адміністрації. У травні 2002 — 2005 року — заступник голови — начальник Головного управління промисловості, транспорту та зв'язку Дніпропетровської обласної державної адміністрації.
30 грудня 2004 — 4 лютого 2005 року — виконувач обов'язків голови Дніпропетровської обласної державної адміністрації.
Потім працював заступником директора «Дніпротехсервісу» у місті Дніпропетровську. Член Народної Партії.
У лютому 2009 — 2015 року — заступник Дніпропетровського міського голови з питань діяльності виконавчих органів — директор департаменту промисловості, енергетики і підприємництва Дніпропетровської міської ради.
Потім — заступник директора комунального підприємства «Дніпропетровський метрополітен».

## Нагороди та відзнаки
- Заслужений машинобудівник України (.09.1997)[1]
- дві Почесні грамоти Кабінету міністрів України (.11.1998, .12.2003)[2][3]